# Tarik Oulida
Tarik Oulida (n. Ámsterdam, Países Bajos; 19 de enero de 1974) es un exfutbolista y entrenador neerlandés-marroquí que se desempeñaba como centrocampista.
En noviembre de 2023 fue condenado a dos años y medio de prisión por un tribunal de Marbella por haber abusado sexualmente de su hija (entonces de seis años de edad) en 2011.

## Clubes
| Club              | País         | Año       |
| ----------------- | ------------ | --------- |
| AFC Ajax          | Países Bajos | 1992-1995 |
| Sevilla FC        | España       | 1995-1998 |
| Nagoya Grampus    | Japón        | 1998-2002 |
| CS Sedan Ardennes | Francia      | 2002-2003 |
| Consadole Sapporo | Japón        | 2003      |
| ADO Den Haag      | Países Bajos | 2004      |